# Österreichische Fußball-Frauenmeisterschaft 2025/26
Die österreichische Fußball-Frauenmeisterschaft wurde 2025/26 zum 54. Mal nach der 35-jährigen Pause zwischen 1938 und 1972 ausgetragen. Die höchste Spielklasse ist die ÖFB Frauen-Bundesliga und wurde zum 12 Mal durchgeführt. Die zweithöchste Spielklasse (2. Liga), in dieser Saison die 47. Auflage, wird zum 7. Mal österreichweit ausgetragen. Die Saison dauerte von Mitte August bis Mitte Juni.

## Erste Leistungsstufe – ÖFB Frauen-Bundesliga

### Modus
Im Rahmen des im Meisterschaftsmodus durchgeführten Bewerbes spielt im Grunddurchgang jedes Frauenteam zweimal gegen jedes teilnehmende gegnerisches Frauenteam (Hin- und Rückrunde). Das Heimrecht ergibt sich durch die Auslosung. Anschließend spielen die vier erstplatztierten Teams in der Meistergrupppe um den österreichischen Meistertitel. Die letzten sechs Teams ermitteln den Absteiger.

### Tabelle
Die Tabelle sieht nach der letzten Aktualisierung so aus:
| Pl.                     | Verein                          | Sp. | S | U | N | Tore    | Diff. | Punkte |
| ----------------------- | ------------------------------- | --- | - | - | - | ------- | ----- | ------ |
| 1.                      | SKN St. Pölten (M, C)           | 0   | 0 | 0 | 0 | 000:000 | ±0    | 0      |
| 2.                      | FK Austria Wien                 | 0   | 0 | 0 | 0 | 000:000 | ±0    | 0      |
| 3.                      | SK Sturm Graz                   | 0   | 0 | 0 | 0 | 000:000 | ±0    | 0      |
| 4.                      | First Vienna FC                 | 0   | 0 | 0 | 0 | 000:000 | ±0    | 0      |
| 5.                      | SCR Altach                      | 0   | 0 | 0 | 0 | 000:000 | ±0    | 0      |
| 6.                      | FC Red Bull Salzburg FB1        | 0   | 0 | 0 | 0 | 000:000 | ±0    | 0      |
| 7.                      | SPG Kleinmünchen/Blau-Weiß Linz | 0   | 0 | 0 | 0 | 000:000 | ±0    | 0      |
| 8.                      | SV Neulengbach                  | 0   | 0 | 0 | 0 | 000:000 | ±0    | 0      |
| 9.                      | Linzer ASK                      | 0   | 0 | 0 | 0 | 000:000 | ±0    | 0      |
| 10.                     | SpG Südburgenland/Hartberg (N)  | 0   | 0 | 0 | 0 | 000:000 | ±0    | 0      |
| Stand: vor Saisonbeginn |                                 |     |   |   |   |         |       |        |

| (M) | Österreichischer Fußball-Frauenmeister 2024/25 |
| (C) | ÖFB-Ladies-Cup-Sieger 2024/25                  |
| (N) | Neuaufsteiger der Saison 2024/25               |

### Meistergruppe

#### Tabelle
| Pl.                     | Verein                         | Sp. | S | U | N | Tore    | Diff. | Punkte |
| ----------------------- | ------------------------------ | --- | - | - | - | ------- | ----- | ------ |
| 1.                      | Grunddurchgang Verein Platz 1. | 0   | 0 | 0 | 0 | 000:000 | ±0    | 0      |
| 2.                      | Grunddurchgang Verein Platz 2. | 0   | 0 | 0 | 0 | 000:000 | ±0    | 0      |
| 3.                      | Grunddurchgang Verein Platz 3. | 0   | 0 | 0 | 0 | 000:000 | ±0    | 0      |
| 4.                      | Grunddurchgang Verein Platz 4. | 0   | 0 | 0 | 0 | 000:000 | ±0    | 0      |
| Stand: vor Rundenbeginn |                                |     |   |   |   |         |       |        |

### Qualifikationsgruppe

#### Tabelle
| Pl.                     | Verein                          | Sp. | S | U | N | Tore    | Diff. | Punkte |
| ----------------------- | ------------------------------- | --- | - | - | - | ------- | ----- | ------ |
| 1.                      | Grunddurchgang Verein Platz 5.  | 0   | 0 | 0 | 0 | 000:000 | ±0    | 0      |
| 2.                      | Grunddurchgang Verein Platz 6.  | 0   | 0 | 0 | 0 | 000:000 | ±0    | 0      |
| 3.                      | Grunddurchgang Verein Platz 7.  | 0   | 0 | 0 | 0 | 000:000 | ±0    | 0      |
| 4.                      | Grunddurchgang Verein Platz 8.  | 0   | 0 | 0 | 0 | 000:000 | ±0    | 0      |
| 5.                      | Grunddurchgang Verein Platz 9.  | 0   | 0 | 0 | 0 | 000:000 | ±0    | 0      |
| 6.                      | Grunddurchgang Verein Platz 10. | 0   | 0 | 0 | 0 | 000:000 | ±0    | 0      |
| Stand: vor Rundenbeginn |                                 |     |   |   |   |         |       |        |

### Torschützenliste
| Pl. | Nat.       | Spieler | Verein | Tore | Tore/Spiel |
| --- | ---------- | ------- | ------ | ---- | ---------- |
| 01. | Osterreich | [[ ]]   | [[ ]]  |      |            |
| 02. | Osterreich | [[ ]]   | [[ ]]  |      |            |
| 03. | Osterreich | [[ ]]   | [[ ]]  |      |            |
| 04. | Osterreich | [[ ]]   | [[ ]]  |      |            |
| 05. | Osterreich | [[ ]]   | [[ ]]  |      |            |
| 06. | Osterreich | [[ ]]   | [[ ]]  |      |            |

Future League
In der Future League, bei der nur die 2. Frauenteams der ÖFB Frauen-Bundesliga teilnehmen führt der 1. XXXXXXXXXXXXXXX vor 2. XXXXXXXXXXXXXXX, 3. XXXXXXXXXXXXXXX, 4. XXXXXXXXXXXXXXX, 5. XXXXXXXXXXXXXXX, 6. XXXXXXXXXXXXXXX, 7. XXXXXXXXXXXXXXX, 8. XXXXXXXXXXXXXXX, 9. XXXXXXXXXXXXXXX und 10. XXXXXXXXXXXXXXX.

## Zweite Leistungsstufe – 2. Liga

### Modus
In der Saison 2025/26 treten XX Fraueneams an, ein elftes und zwölftes Frauenteam wollte nicht teilnehmen. Jedes Frauenteam spielt jeweils einmal zu Hause und auswärts gegen jedes anderes Frauenteam. Der Meister der Liga steigt in die ÖFB Frauen-Bundesliga auf. Die Freauenteams auf den zehnten, elften und zwölften Rang steigen in die jeweilige Landesliga ab.

### Tabelle
Die Tabelle sieht nach der letzten Aktualisierung so aus:
| Pl.                     | Verein                 | Sp. | S | U | N | Tore    | Diff. | Punkte |
| ----------------------- | ---------------------- | --- | - | - | - | ------- | ----- | ------ |
| 1.                      | USC Landhaus Wien      | 0   | 0 | 0 | 0 | 000:000 | ±0    | 0      |
| 2.                      | Wildcats Krottendorf   | 0   | 0 | 0 | 0 | 000:000 | ±0    | 0      |
| 3.                      | FC Wacker Innsbruck    | 0   | 0 | 0 | 0 | 000:000 | ±0    | 0      |
| 4.                      | Grazer AK              | 0   | 0 | 0 | 0 | 000:000 | ±0    | 0      |
| 5.                      | FC Pinzgau Saalfelden  | 0   | 0 | 0 | 0 | 000:000 | ±0    | 0      |
| 6.                      | SG Hornets/Klagenfurt  | 0   | 0 | 0 | 0 | 000:000 | ±0    | 0      |
| 7.                      | LUV Graz               | 0   | 0 | 0 | 0 | 000:000 | ±0    | 0      |
| 8.                      | Wiener Sport-Club      | 0   | 0 | 0 | 0 | 000:000 | ±0    | 0      |
| 9.                      | FC Rot-Weiß Rankweil   | 0   | 0 | 0 | 0 | 000:000 | ±0    | 0      |
| 10.                     | SPG Geretsberg/Bürmoos | 0   | 0 | 0 | 0 | 000:000 | ±0    | 0      |
| 11.                     | SV Kraig (RG)          | 0   | 0 | 0 | 0 | 000:000 | ±0    | 0      |
| 12.                     | SK Rapid Wien (RG)     | 0   | 0 | 0 | 0 | 000:000 | ±0    | 0      |
| Stand: vor Saisonbeginn |                        |     |   |   |   |         |       |        |

| (A)  | Absteiger aus der Bundesliga 2024/25       |
| (RG) | Gewinner der Relegation der Saison 2024/25 |
|      | kein Aufsteiger aus der Landesliga         |

### Torschützenliste
| Pl. | Nat.       | Spieler | Verein | Tore | Tore/Spiel |
| --- | ---------- | ------- | ------ | ---- | ---------- |
| 01. | Osterreich | [[ ]]   | [[ ]]  |      |            |
| 02. | Osterreich | [[ ]]   | [[ ]]  |      |            |
| 03. | Osterreich | [[ ]]   | [[ ]]  |      |            |
| 04. | Osterreich | [[ ]]   | [[ ]]  |      |            |
| 05. | Osterreich | [[ ]]   | [[ ]]  |      |            |
| 06. | Osterreich | [[ ]]   | [[ ]]  |      |            |